# 南千歲站
南千歲站（日语：／ Minami-chitose eki */?）位於日本北海道千歲市平和1388-2，是北海道旅客鐵道（JR北海道）千歲線沿線的鐵路車站，也是千歲支線與石勝線在定義上的起點。

## 簡介
1980年設立時原名千歲機場（千歳空港駅），是當時日本國鐵所設立的第一個機場接駁專用的鐵路車站（日本稱為「機場連絡車站」（空港連絡駅）），運送旅客前往鄰近的新千歲機場。1992年新千歲機場旅客中心完成後，廢止舊旅客中心，千歲空港改稱為南千歲。南千歲站為千歲線主線、千歲線機場支線以及石勝線三條路線匯聚的交通要衝，因此往道東、道南的特急列車均有停靠，擔任札幌都市圈南部的運輸任務。

## 停靠的優等列車
- 日間列車
  - 室蘭本線特急「北斗」、「鈴蘭」
  - 石勝線特急「大空、十勝」

## 車站構造
島式月台2面4線的跨站式站房。

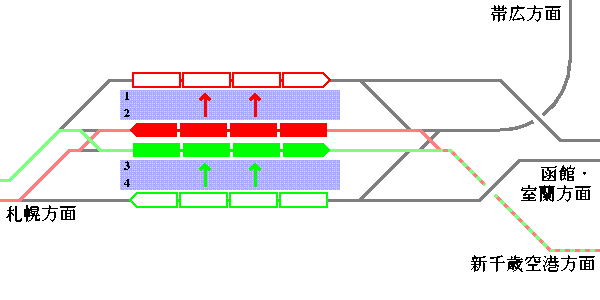
2020年3月13日前的月台構造

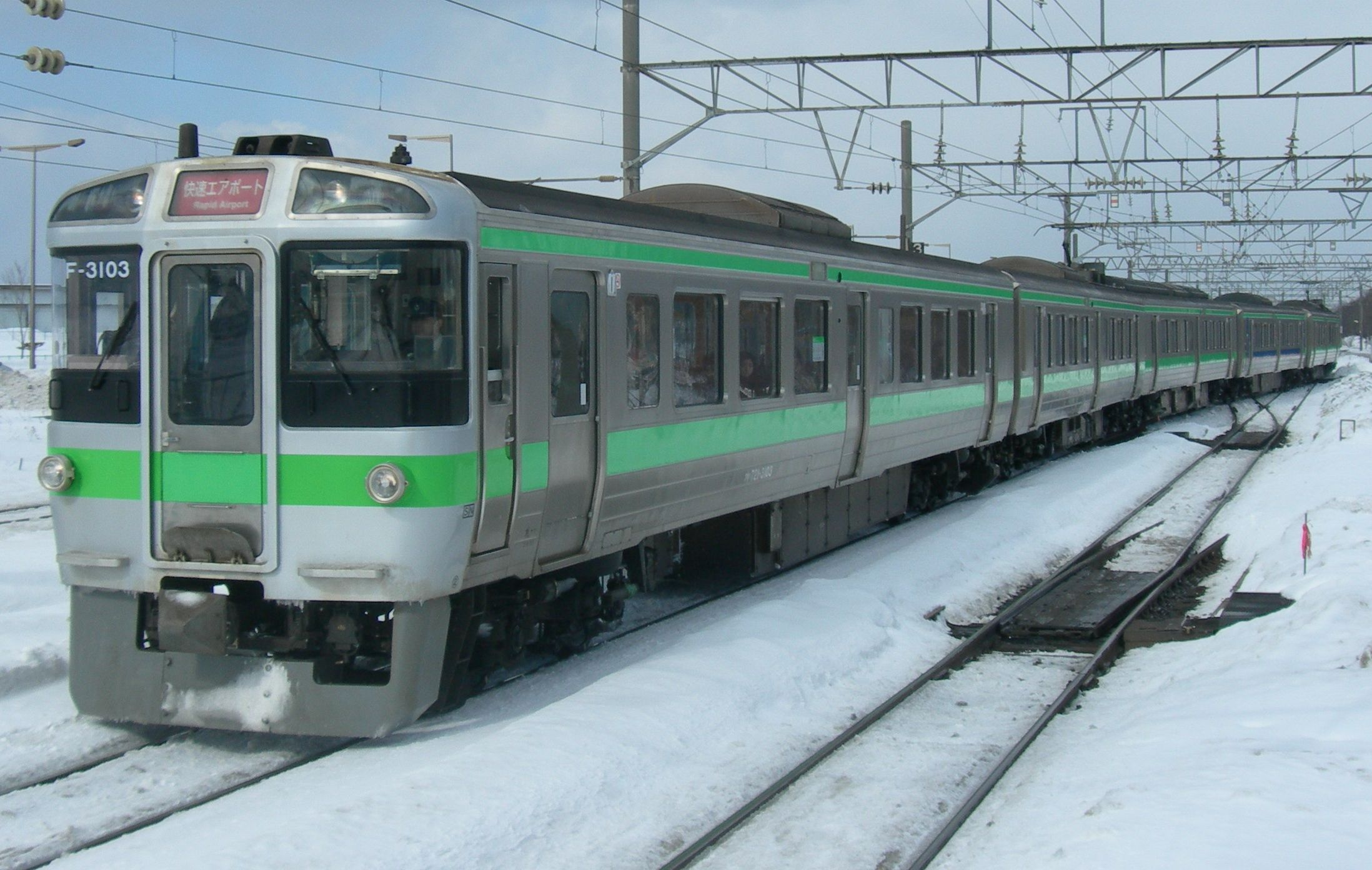
721系快速Airport

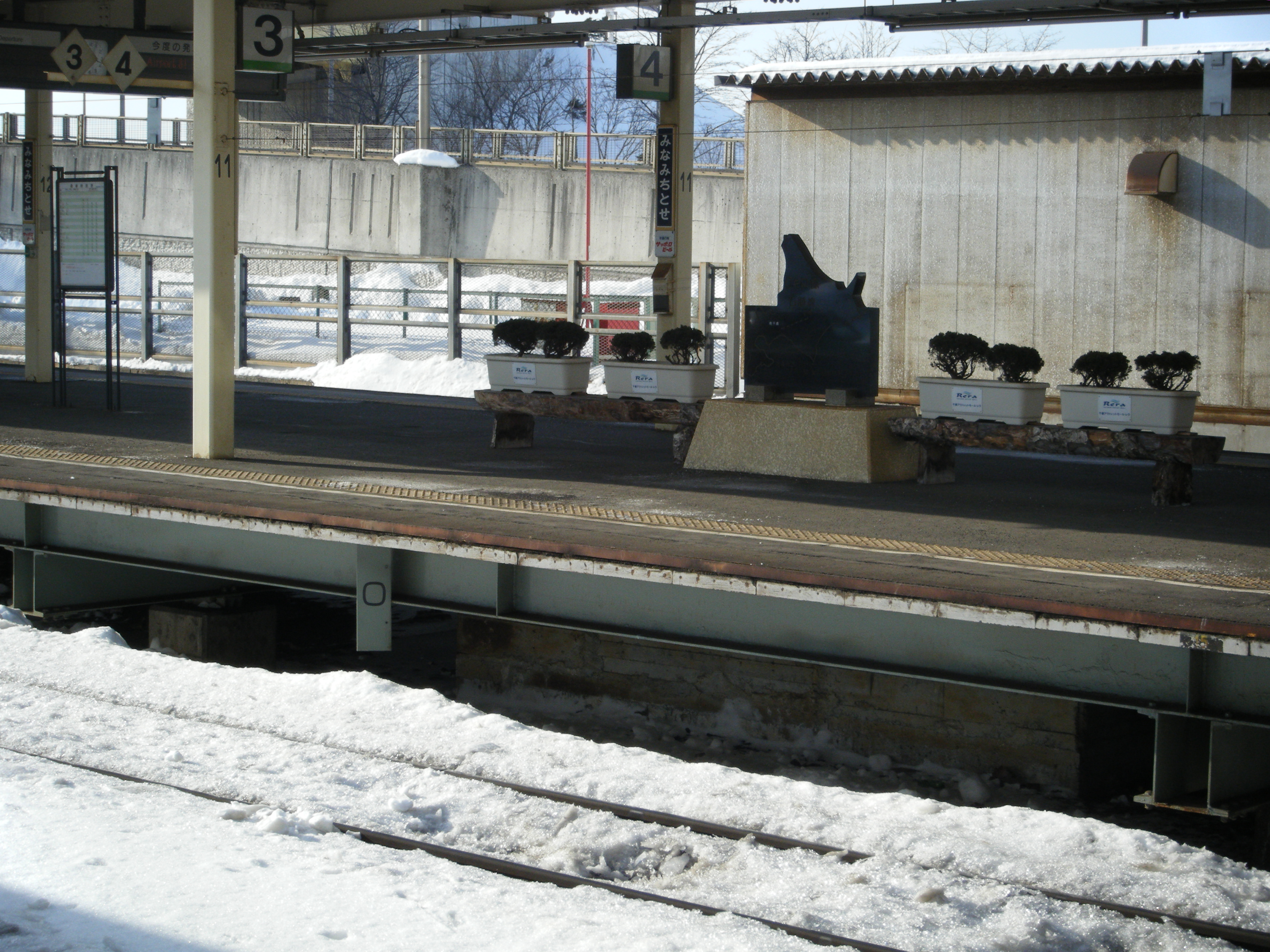
石勝線0公里里程標

- 為免影響相鄰路線系統的班次，除清晨或凌晨以外，快速「Airport」原則上停靠2號線與3號線。
- 車站設施與辦公處皆位於2樓。設有綠色窗口（營業時間4:40 - 23:50）、自動售票機、自動剪票機、Kiosk。月台上1、2號線另設有便當販賣處。

### 月台配置
| 月台 | 路線            | 方向 | 目的地                                   |
| ---- | --------------- | ---- | ---------------------------------------- |
| 1    | ■千歲線         | 上行 | 苫小牧、東室蘭、室蘭、函館方向           |
| 1    | ■千歲線（支線） | 上行 | 往新千歲機場（一部分列車）               |
| 1    | ■石勝線         |      | 追分、夕張、帶廣、釧路方向               |
| 2    | ■千歲線         | 下行 | 千歲、札幌、手稻、小樽方向               |
| 2    | ■千歲線（支線） | 上行 | 往新千歲機場（一部分列車）               |
| 2    | ■石勝線         |      | 追分方向（一部分列車）                   |
| 3    | ■千歲線（支線） | 上行 | 往新千歲機場                             |
| 3    | ■千歲線         | 下行 | 千歲、札幌、手稻、小樽方向（一部分列車） |
| 4    | ■千歲線         | 下行 | 千歲、札幌、手稻、小樽方向               |

## 車站周邊
- 國道36號、國道337號（日语：国道337号）（新千歲機場交流道）
- Rera千歲暢貨購物中心（千歳アウトレットモール・レラ） （页面存档备份，存于）
- 千歲科學技術大學（接駁公車約8分鐘車程）
- Epson千歲工廠
- 千歲阿卡蒂亞辦公城（ / Chitose Office Arcadia，一個以鄰近新千歲機場為訴求的工商重劃區） （页面存档备份，存于）
- 北都交通（日语：北都交通）、北海道中央巴士（日语：北海道中央バス）、定鐵（日语：じょうてつ）、厚真巴士（日语：あつまバス）、帶運觀光（日语：帯運観光）「南千歲站前」公車站

## 历史
- 1980年10月1日：日本國有鐵道設立千歲機場站，只有提供客運服務。
- 1981年10月1日：石勝線開始營業。
- 1987年4月1日：國鐵分割民營化後成為JR北海道轄下的車站。
- 1992年7月1日：因應新千歲機場站的完成，改稱為南千歲。
- 1999年1月：設立2台簡易自動售票機。
- 2006年6月11日：更換簡易自動補票機（改札機），改為自動售票機。
- 2008年10月25日：開始使用晶片車票卡——Kitaca。

## 相鄰車站
北海道旅客鐵道（JR北海道）
■千歲線（本線）
■特急「北斗」
苫小牧 (H18) - 南千歲 (H13) - 新札幌 (H05)
■特急「鈴蘭」
沼之端 (H17) - 南千歲 (H13) - 千歲 (H12)
■普通
植苗（H16）－（美美信號場）－南千歲（H14）－千歲（H13）
■千歲線（機場支線）
■特别快速「Airport」
新千歲機場站（AP15）－南千歲（H14）－新札幌（H05）
■快速「Airport」、■普通
新千歲機場（AP15）－南千歲（H14）－千歲（H13）
■石勝線
■特急「大空、十勝」
新札幌 (H05) - 南千歲（H14）－追分（K15）
■普通
南千歲（H14）－（駒里信號場）－（西早來信號場）－ 追分（K15）

## 外部連結
- JR北海道南千歲站 （页面存档备份，存于）（日語）（页面存档备份，存于）（JR北海道）
- （日語）全驛參觀之旅 （页面存档备份，存于）